# Wang Zhuo Cheng
Wang Zhuo Cheng (Chino: 汪卓成; 19 de septiembre de 1996) es un actor y cantante chino.

## Carrera
Wang Zhuo Cheng se graduó de la Central Academy of Drama y se especializó en música. Después, firmó con la agencia Huayi Brothers.
En 2019, obtuvo reconocimiento después de actuar en la serie xianxia The Untamed y recibió elogios por su personaje Jiang Cheng.

## Filmografía

### Series de televisión
| Año  | Título inglés                      | Título chino | Función             | Red     | Notas/Ref.       |
| ---- | ---------------------------------- | ------------ | ------------------- | ------- | ---------------- |
| 2019 | The Untamed                        | 陈情令       | Jiang Cheng         | Tencent |                  |
| 2019 | Walk Into Your Memory              | 走进你的记忆 | Yi Mingjun          | Tencent | [ 3 ]            |
| 2019 | Sword Dynasty                      | 剑王朝       | Feng Qinghan        | iQiyi   | [ 4 ]            |
| 2020 | Cupid's Kitchen                    | 二十不惑     | Wei Kete / "Victor" |         | [cita requerida] |
| 2020 | Leyenda de dos hermanas en el caos | 浮世双娇传   | Jiang Shao          | Tencent |                  |
| 2021 | Rebirth For You                    | 慕南枝       | Li Qian             | Tencent |                  |
| TBA  | Rogue Debt                         | 胭脂债       | Mei Yingxue         |         |                  |

## Discografía
| Año  | Título en inglés      | Título en chino | Álbum           | Notas/Ref. |
| ---- | --------------------- | --------------- | --------------- | ---------- |
| 2019 | "Goodbye With Hatred" | 恨别            | The Untamed OST | [ 5 ]      |

## Premios y nominaciones
| Año  | Premio                        | Categoría      | Trabajo nominado | Resultados | Ref.  |
| ---- | ----------------------------- | -------------- | ---------------- | ---------- | ----- |
| 2019 | Tencent Video All Star Awards | Doki New Force | The Untamed      |            | [ 6 ] |